# 승리의 전쟁
《승리의 전쟁》(Heartbreak Ridge)은 미국에서 제작된 클린트 이스트우드 감독의 1986년 액션, 코미디, 전쟁 영화이다. 클린트 이스트우드 등이 주연으로 출연하였고 클린트 이스트우드 등이 제작에 참여하였다.
미국에서 1986년 12월 5일 개봉되었다. 이 영화의 영어 제목 Heartbreak Ridge(단장의 능선)는 한국 전쟁의 단장의 능선 전투라는 이름에서 가져온 것이다.

## 출연

### 주연
- 클린트 이스트우드

### 조연
- 마사 메이슨
- 에버렛 맥길
- 모세스 건
- 엘린 헤커트
- 보 스벤슨
- 보이드 건즈
- 마리오 반 피블스
- 알렌 딘 스니더
- 빈센트 아이리자리
- 라몬 프랑코
- 톰 빌라드
- 마이크 고메즈
- 로드니 힐
- 피터 코치
- 리처드 벤처
- 피터 제이슨

## 기타
- 미술: 에드워드 C. 카르파그노